# Vergleichen und Schätzen
In der REFA-Methodenlehre bezeichnet Vergleichen und Schätzen methodische Mittel zum Ermitteln von Vorgabezeiten. Wenn das Volumen eines Arbeitsauftrags nicht ausreichend groß ist, bei selten vorkommenden Abläufen oder nur zur Kalkulation etc. besteht keine wirtschaftliche Methode zur Messung von Vorgabezeiten. Um trotzdem mit ausreichend gesicherten Informationen arbeiten zu können, wurde die Methode Vergleichen und Schätzen entwickelt.

## Grundlagen
In der REFA-Methodenlehre wird Vergleichen definiert als

„Unter Vergleichen versteht man im Allgemeinen ein Nebeneinanderstellen von Sachen oder Sachverhalten, um Unterschiede oder Übereinstimmungen festzustellen“

Demnach wird beim Vergleichen also ein qualitativer Unterschied festgestellt. Daneben bestimmt Schätzen quantitative Daten und folgendermaßen definiert:

„Schätzen ist das ungefähre Bestimmen von quantifizierbaren Daten. Kennzeichnend ist, dass man geschätzte Daten stets nachmessen kann.“

Vergleichen und Schätzen im Arbeitsstudium bestimmt also Vorgabezeiten, indem ein oder mehrere bekannte Arbeitsabläufe mit einem anderen, unbekannten, verglichen werden. Die Unterschiede und Gemeinsamkeiten werden festgestellt und die daraus resultierenden Zeitabweichungen werden geschätzt.

## Methodische Hilfen
Die Methodenlehre hilft beim Vergleichen und Schätzen mit drei methodischen Einflüssen, die dem Ausführenden bekannt sein müssen, um gute Ergebnisse zu erzielen.
1. Zeitvorstellungen des Menschen: Menschen schätzen Zeiten aufgrund ihrer Erfahrungen mit ähnlichen Vorgängen. Dabei werden oft wiederholte Abläufe häufig kürzer und seltener ausgeführte, abwechslungsreichere Abläufe länger als tatsächlich geschätzt. Die Abweichung wird stärker ausgeprägt, wenn man mit der Arbeitstätigkeit sehr vertraut ist.
2. Vergleich der Arbeitsgegenstände: Es ist häufig einfacher, statt der Abläufe die Arbeitsgegenstände miteinander zu vergleichen.
3. Gliedern des Vergleichen und Schätzens: Wenn nicht ein Gesamtablauf auf einmal geschätzt, sondern der Ablauf in Portionen unterteilt wird, verbessert sich das Gesamtergebnis, weil der Schätzfehler auf mehrere Teile verteilt wird (Fehlerausgleich).

Das REFA-Standardprogramm zum Vergleichen und Schätzen gliedert die oben dargestellte Vorgehensweise in 8 Schritte:
1. Beschreibung der Arbeitsaufgabe und dem Verwendungszweck der Zeiten
2. Suche nach vergleichbaren Arbeitsaufgaben
3. Vergleich der Arbeitsbedingungen
4. Vergleich der Arbeitsgegenstände
5. Vergleich der Arbeitsabläufe
6. Ermitteln der zu addierenden oder subtrahierenden Zeiten
7. Zuschläge bestimmen und addieren
8. Ermittelte Zeit als Sollzeit verwenden

Bei systematischen Zusammenhängen kann die Prozedur durch eine Einflussgrößenrechnung (Regressionsanalyse) vereinfacht und dabei präzisiert werden.
Kommt das Verfahren zur Anwendung, weil einerseits immer kleine Auftragsmengen von andererseits immer ähnlichen Produkten – ein häufiger Fall bei mittelständischen Fertigungsbetrieben – produziert werden, entsteht rasch ein sehr umfangreicher Katalog vergleichbarer Arbeitsgegenstände. In diesem Fall dient das Zeitklassenverfahren der besseren Systematisierung und der rascheren Anwendung des Vergleichen und Schätzens mit Hilfe von Zeitklassenkatalogen oder gar Planzeiten.